# اچ‌ام‌اس هکاته (۱۸۳۹)
اچ‌ام‌اس هکاته (۱۸۳۹) (به انگلیسی: HMS Hecate (1839)) یک کشتی بود که طول آن ۱۶۵ فوت (۵۰ متر) بود. این کشتی در سال ۱۸۵۸ ساخته شد.